# Rhyacophila angelieri
Rhyacophila angelieri là một loài Trichoptera trong họ Rhyacophilidae. Chúng phân bố ở miền Cổ bắc.